# Infauna
Si chiama infauna quella comunità di animali che viva all'interno di un substrato.
È un termine che si usa soprattutto in biologia marina per parlare di quelle specie che vivono affondate nella sabbia o anche in fondi duri (ad esempio il dattero di mare). Infauna può essere considerata anche la fauna interstiziale che vive tra i granelli di sabbia del piano sopralitorale.
Il termine si contrappone ad epifauna.